# Angelo Casciello

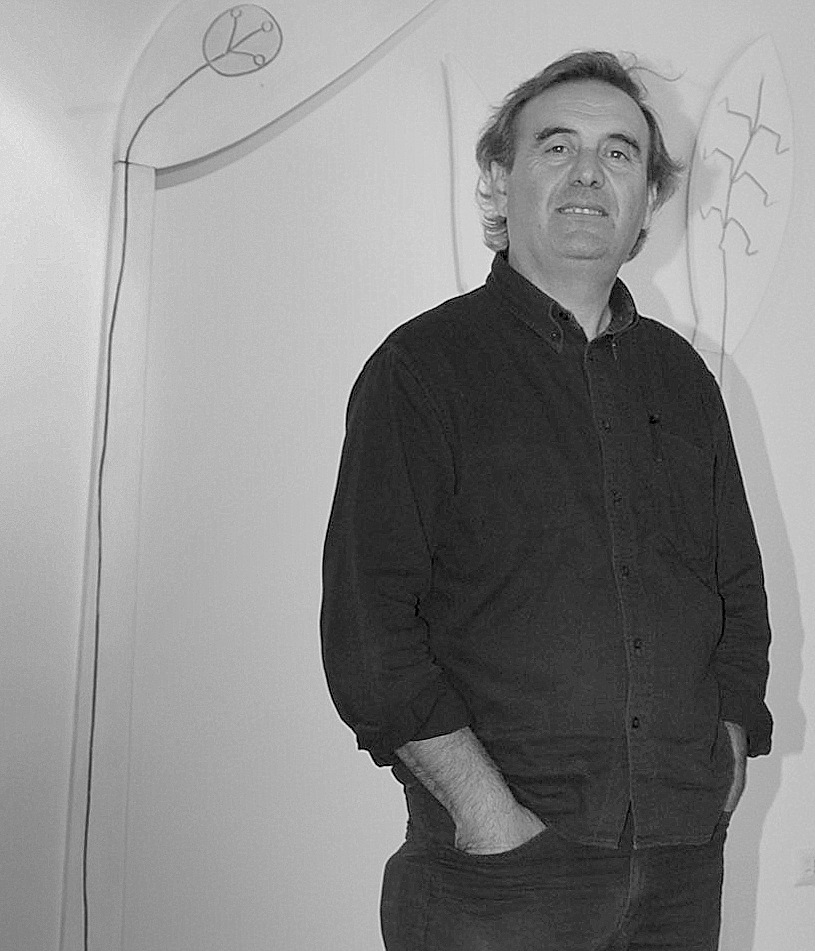
Angelo Casciello

Angelo Casciello (Scafati, 9 settembre 1957) è uno scultore e pittore italiano.

## Biografia
Ha conseguito il diploma di maturità d'arte applicata presso l'Istituto Statale d'Arte di Torre del Greco (Napoli), dove ha avuto fra gli altri, quale docente, il maestro Renato Barisani,  il diploma al corso di specializzazione per la Tutela dei Beni Culturali, presso l'Università degli Studi di Salerno, Salerno. Si è diplomato in Pittura all' Accademia di Belle Arti di Napoli, allievo del pittore Domenico Spinosa,  ha seguito inoltre un corso di scultura diretto dallo scultore Arnaldo Pomodoro.
Il suo esordio nel mondo dell'arte risale al 1977. Nel 1979 tiene una mostra personale alla Galleria Lucio Amelio a Napoli nell'ambito della Rassegna della Nuova Creatività nel Mezzogiorno. Ha operato in Francia e Spagna negli anni '80.

## Mostre
Ha partecipato alla Biennale di Venezia negli anni 1986, 2006 e 2011, all’XI Quadriennale di Roma nel 1986, nel 1987 partecipa all’esposizione Tendenze dell’Arte Italiana negli anni’90, alla Galleria d’Arte Moderna di Zagabria, alla Biennale del Sud, all’Accademia di Belle Arti di Napoli e alla XXVI Biennale di Gravure a Ljubliana. Nel 1988 viene invitato alle mostre: Ucronos, 29 artistes européen a Metz, Musée d’Art et d’histoire Cave Sanit, Metz, Ucronia, 13 artisti italiani, Kunstverein, Ludwishafen am Rheim Ev. Trasport, Ville Charité, Marseille. Nel 1989 partecipa alla mostra Saturno al Museo Pablo Gargallo di Saragozza. Nel 1995 partecipa alla Biennale Internazionale del Bronzetto Piccola Scultura, Palazzo della Ragione, Padova, nel 1998 all’XI Biennale Internazionale di Scultura Città di Carrara a Carrara, nel 2005 all’esposizione La Scultura Italiana del XX secolo, Fondazione A. Pomodoro, Milano. Nel 2006 partecipa alle mostre: Scultura Internazionale ad Agliè, Castello e Parco di Agliè / Torino, alla Mostra d’Arte Sacra Contemporanea, Università Cattolica, Milano. Nel 2007 partecipa alla mostra Metropolis, Castel dell’Ovo, Napoli e all’esposizione Artisti Italiani a Shangai, Shangai – Cina, nel 2009 partecipa all’esposizione Grenzeloos Stauros Italia, GC Don Egger, Schepenheuvel Zichem, Belgio. Nel 2010 partecipa alla mostra Humana Passio, Sala Museale del Complesso Santo Stefano, Bologna. Nel 2011 partecipa all’esposizione Prospettive dell’Urbano – Dieci scultori per le periferie di Siena , Palazzo Pubblico, Siena, nel 2013 partecipa alla Biennale Internazionale di Scultura di Racconigi, Real Castello di Racconigi / Cuneo. Nel 2014 partecipa alla mostra Per amore della ceramica. La ceramica in Italia, Museo della Ceramica, Castelli / Teramo e all’esposizione Rewind. Arte a Napoli 1980 / 1990, Museo del ‘900, Castel Sant ’Elmo, Napoli. Nel 2015 partecipa al Piano Effe, Archivio Storico del Progetto d’Artista 1/ 2015, Fondazione R. Spani, Taranto e all’esposizione Skake Up in Accademia 1980/1990, Accademia di Belle Arti, Napoli. Nel 2016 partecipa alla mostra Sancta Venere. Arte contemporanea e archeologia, Area Archeologica, Paestum / Salerno e alla XXVI Biennale di Scultura di Gubbio, Palazzo Ducale, Palazzo dei Consoli, Gubbio. Nel 2017 partecipa alle mostre: Xilografie, Museo della Carta e della Filigrana, Fabriano, Imago Mundi – Luciano Benetton Collection, Museo Madre, Napoli. Nel 2018 partecipa all’esposizione Controguerra 2018. Un segno di Pace / nel centenario della Grande Guerra, Basiliche Paleocristiane, Cimitile / Nola. Nel 2019 partecipa alla mostra Diaspora del Mito. La sponda ionica, CRAC / Puglia - Centro di Ricerca Arte Contemporanea, Taranto, e all’esposizione, Return Rome – Berlin, alla Galerie VBK – Verein Berliner Kunstler, Berlino.
Ha partecipato a vari premi tra cui il Premio Michetti a Francavilla a Mare (CH) negli anni 1979,1986,2010, al Premio Marche di Ancona negli anni 1990,1996,1999, al Premio Temoli a Temoli negli anni 1985, 1991, al Premio Suzzara a Suzzara (MN) negli anni 1992,1993,1999. Ha partecipato dal 1988 al 2010 a nove edizioni della Biennale d’Arte Sacra, presso Il Museo Stauros d’Arte Sacra Contemporanea, Isola del Gran Sasso ( TE).
Inoltre i suoi lavori sono stati esposti in mostre tenute in Belgio, Cina, Croazia, Francia, Germania, Italia, Kenja, Slovenia, Spagna, Svezia, Svizzera, Stati Uniti.
Ha tenuto mostre antologiche all’Istituto Francese Grenoble di Napoli nel 1987, a San Pietro in Atrio In occasione di Contemporanea Como3 a Como nel 1997, a Palazzo Reale e all’Istituto Italiano per gli Studi Filosofici, Palazzo Serra di Cassano, Napoli nel 1998, al Museo Stauros d’Arte Sacra Contemporanea di Isola del Gran Sasso / Teramo nel 2001, al Palazzo Galeotti di Macerata nel 2002, al Castel dell’Ovo di Napoli nel 2003, negli Appartamenti Storici nella Reggia di Caserta nel 2007, al FRAC. Fondo Regionale d’Arte Contemporanea, Baronissi (SA) nel 2010, nel Real Polverificio Borbonico / Centro per la Cultura e le Arti, Scafati / Salerno nel 2010 / 2011, al Museo Arcos / Museo d’Arte Contemporanea Sannio di Benevento nel 2013, alla Fondazione La Verde La Malfa, San Giovanni la Punta / Catania nel 2015, al Centro Polivalente di Peccioli / Pisa nel 2015, alla Casa Marchitto, Puglianello nel 2016. Tiene una mostra di sculture ambientali all’interno del Parco Archeologico di Pompei nel 2017 / 2018. Espone nella Città di Angri, una grande scultura in Piazza Doria e una selezione di opere alla Galleria Pagea Arte Contemporanea nel 2018/2019.

## Opere

### Opere pubbliche
Nel 2005 viene incaricato dalla Regione Campania, nell'ambito della riqualificazione delle linee della Metropolitana, di realizzare un intervento scultoreo, pittorico, decorativo per la stazione di Mugnano della MetroCampania NordEst, progettata dall'architetto Riccardo Freda, terminata nel 2009.
Tra le altre opere pubbliche si ricordano: 
- 1990 - La nuova cappella di Santa Maria di Realvalle, Convento Suore Francescane Alcantarine, presso l'Abbazia Santa Maria di Realvalle a San Pietro di Scafati (Sa)
- 1999 - Il Ciclope, giardino dell'Hotel Emilia, Parco del Conero, Ancona
- 1999 - Un fiore per Puglianello / Monumento ai caduti delle due guerre del XX secolo, Comune di Puglianello, Benevento
- 2002 - Il tempio delle libellule, Città di Pinerolo, Torino
- 2003 - Il pettine di Poppea a Sieti - Comune di Giffoni sei Casali, Salerno
- 2004 - Il Solitario, omaggio a San Menna, Comune di Vitulano, Benevento
- 2007 - Il luogo della purificazione – fontana scultura, Casa d'accoglienza Suore Benedettine di Montevergine, Santa Maria di Castellabate, Salerno
- 2010/2011 - Dipinge il Cine Teatro Minerva di Boscoreale, Napoli
- 2014 - La Stanza della Pace, Fondazione La Verde La Malfa, San Giovanni La Punta, Catania
- 2016 - Dipinge il Centro Polivalente, Peccioli, Pisa

### Installazioni
- 1986 - La Verità, opera realizzata insieme al fotografo S. Wolf e alla pittrice A. Santolini, Civitella D'Agliano, Viterbo
- 1988 - Il luogo del Minotauro, Palazzo del C & A , Marsiglia
- 1989 - Africa, African Dream Village, Malindi / Kenya
- 1989 - Opera per l'African Dream (ricostruzione), MAGI '900, Pieve di Cento (BO)
- 1990 - Le Stanze Sognate, Abbazia Cistercense di Santa Maria di Realvalle, San Pietro di Scafati, Salerno
- 2007 - Apparizioni Regali,  Appartamenti Storici , Palazzo Reale, Caserta
- 2013 - Il tempio dei segni, Arcos, museo d’arte contemporanea sannio, Benevento
- 2016 - Sancta Venere. Arte contemporanea e archeologia, Area Archeologica, Paestum, Salerno

## Premi e riconoscimenti
- 1980 - Segnalato / Catalogo Nazionale per la Scultura, n.4, Bolaffi Editore, Torino

- 1984 - Segnalato / Catalogo dell’Arte Moderna Italiana, n.20, Edizioni G. Mondadori, Milano

- 1986 / 1987 - Segnalato / Catalogo dell’Arte Moderna Italiana, n.22, Edizioni G. Mondadori, Milano

- 1990 - Vince il Premio Alburni, S. Angelo a Fasanella, Salerno

- 1990 - 1991 - 1992 - Segnalato come uno dei migliori artisti dell’anno dalla rivista “Arte”, G. Mondadori, Milano

- 1993 - Vince il XXXIII Premio Suzzara, Suzzara, Mantova

- 1998 - Vince il Premio La Ginestra d’Oro, Parco del Conero, Ancona

- 1999 - Segnalato come uno dei migliori 100 artisti degli ultimi 40 anni, dalla rivista “ Flash Art”, n. 215, G. Politi Editore, Milano

- 1999 - Segnalato come uno de “I magnifici 5 del 1988 – inchiesta tra 16 critici italiani”. Il Giornale dell’Arte, n.147. Edizioni U. Allemandi, Torino

- 2001 - Vince il Concorso Europeo per la realizzazione di due grandi bassorilievi da collocare nell’Arengario del Nuovo Palazzo di Giustizia, Napoli

- 2002 - Vince il III Premio Internazionale di Scultura Regione Piemonte, Torino

- 2002 - Vince il Premio Scipione / all’attività, Macerata

- 2006 - Vince il Concorso Nazionale – Promosso dalla Fondazione Alario per Elea – Velia - per la realizzazione di tre porte per l’Auditorium Parmenide, Ascea Marina, Salerno

- Nel 2006 in occasione del IV Convegno Ecclesiale Nazionale a Verona gli è stato reso omaggio con una mostra personale, dove è stata esposta la Via Crucis realizzata dall’Artista per il Museo Stauros d’Arte Sacra Contemporanea di Isola del Gran Sasso, Teramo

- Nel 2007 la C.E.I. lo invita a illustrare alcune tavole per il Nuovo Lezionario.

- Nel 2009 viene nominato Accademico del Pantheon da Papa Benedetto XVI, Roma.

- 2010 - Vince il 61 Premio Michetti, Francavilla a Mare, Chieti